# 塔巴薩蘭區

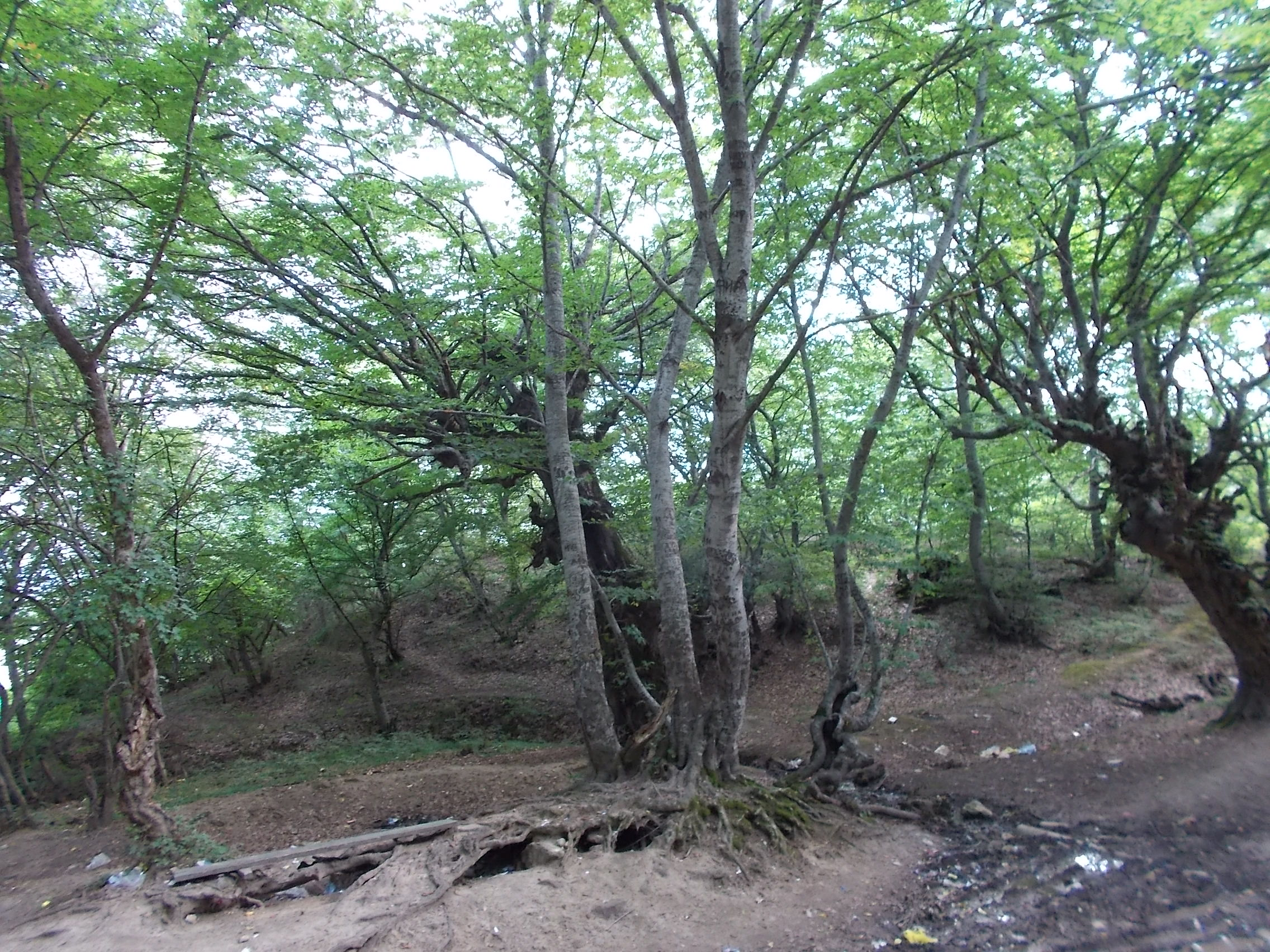

41°57′N 47°57′E / 41.950°N 47.950°E
塔巴薩蘭區（俄语：Табасаранский район），是俄羅斯的一個區，位於該國西南部，由達吉斯坦共和國負責管轄，面積801平方公里，2010年人口52,886，人口密度每平方公里66.02人。